# Evelyn Nesbit
Evelyn Nesbit, nascida Florence Evelyn Nesbit (Tarentum, 25 de dezembro de 1884 – Santa Mônica, 17 de janeiro de 1967) foi uma famosa atriz, corista e modelo norte-americana.
Seu nome acabou conhecido em sua juventude em Nova Iorque por seu envolvimento com um triângulo amoroso mortal envolvendo o empresário das ferrovias Harry Kendall Thaw e o arquiteto Stanford White, o que levou ao assassinato de White em 1906.
Em sua época, Nesbit era uma famosa modelo, sendo constantemente fotografada para jornais e revistas, embalagens e calendários. Começou a trabalhar como modelo ainda adolescente, na Filadélfia. Nesbit continuou trabalhando mesmo depois da mudança da família para Nova Iorque, posando para artistas como James Carroll Beckwith, Frederick S. Church e Charles Dana Gibson, que a idealizou como sua "Garota Gibson". Ela já era uma modelo tanto para fotografias quanto para artistas antes que os conceitos de propagandas de moda e as pin-ups surgissem.
Nesbit entrou para o teatro como corista. Ela aceitou um contrato para estrelar uma peça e pouco depois começou a chamar a atenção de vários homens ricos e poderosos, como Stanford White, quase 30 anos mais velho. Em 1905, ela se casou com o milionário Harry Thaw, que já tinha uma longa história de problemas mentais e comportamento abusivo. No ano seguinte, em 25 de junho de 1906, Stanford White foi morto a tiros por Thaw no telhado do teatro do Madison Square Garden.
A imprensa chamou o caso de o "Julgamento do Século" e a cobertura sensacionalista foi extrema sobre Thaw e Nesbit. Ela testemunhou que White era amigo dela e de sua mãe e que a teria agredido sexualmente quando ela estava inconsciente. Thaw alegou que matou White em retaliação baseado em sua obsessão por Nesbit.
Nesbit visitou Thaw enquanto ele estava preso em um manicômio judiciário. Depois disso, ela viajou pela Europa com a companhia de dança, onde seu filho Russell Thaw nasceu, em Berlim. Depois ela se mudou para Hollywood, onde atuou em vários filmes mudos. Russell chegou a trabalhar em vários deles quando criança. Entre 1914 e 1934, Nesbit escreveu sua biografia. Russel se tornaria piloto de aviões, tendo sido piloto de testes da Douglas Aircraft Company depois da Segunda Guerra Mundial.

## Biografia
Florence Evelyn Nesbit nasceu em 25 de dezembro de 1884 ou 1885 em Natrona, uma vila perto de Pittsburgh, no distrito de Tarentum. Na infância era chamada costumeiramente de Florence Mary. Seu ano de nascimento ainda é incerto, pois os registros foram destruídos por um incêndio. No julgamento do caso White, ela declarou ter nascido em 1884 e para fins de segudo social, este é o ano que foi aceito. Era filha de Winfield Scott Nesbit e sua esposa, Evelyn Florence McKenzie, de ascendência escocesa e irlandesa. Seu pai era advogado e sua mãe dona de casa. Nesbit disse que tinha uma relação muito próxima com seu pai e tentava agradá-lo sempre que possível. Ele, por sua vez, sempre a encorajava a ser curiosa e a ter atitude. Ele escolhia livros para lerem juntos na pequena biblioteca da casa, sendo contos de fadas, histórias de fantasia e livros que em geral atraíam aos meninos, como histórias de piratas ou policiais. Quando Nesbit demonstrou interesse em canto e dança, ele a encorajou a ter aulas.

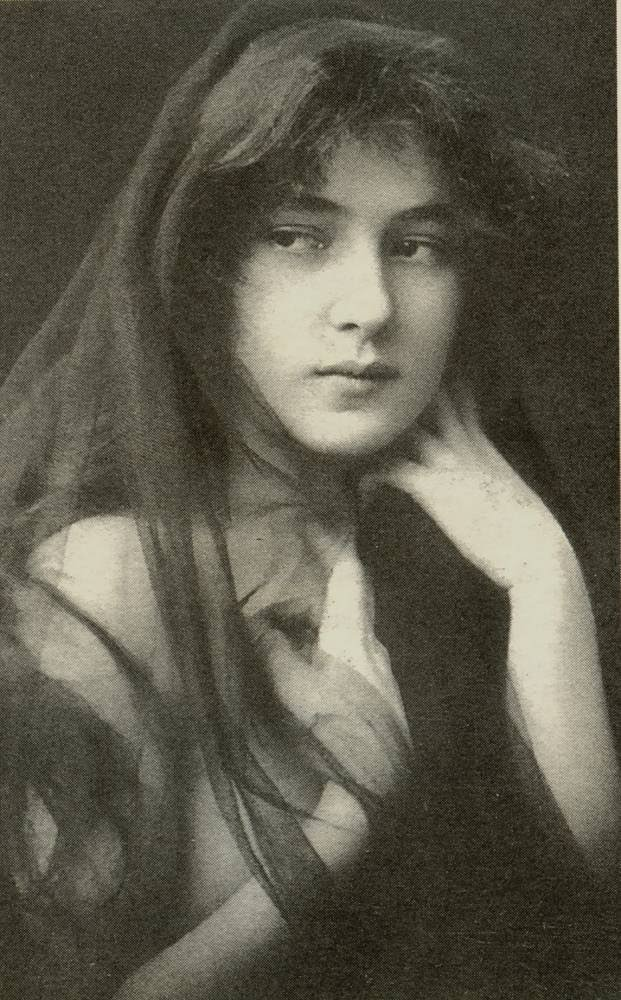
Nesbit em 1901 (aproximadamente aos 16 anos)

A família se mudaria para Pittsburgh em algum momento de 1893. Quando Nesbit tinha 10 anos, seu pai morreu subitamente aos 40 anos, deixando a família desamparada. Sua família perdeu a casa, todas as suas posses foram leiloadas e o dinheiro usado para pagar dívidas. Sua mãe não conseguia encontrar trabalho como costureira e modista e a família dependia da caridade de amigos e parentes. A família vivia se mudando devido ao custo dos alugueis, alugando quartinhos onde podia. Sua mãe precisou enviar Nesbit e seu irmão Howard para morar com parentes por uns tempos. Eventualmente, sua mãe conseguiu dinheiro suficiente para alugar uma casa que usaria como pensão de maneira a ter uma renda, tanto que a jovem Nesbit, com 12 anos, muitas vezes passava nos quartos recolhendo o dinheiro dos aluguéis. Sua mãe, porém, nunca teve a paciência e a sabedoria para tocar uma pensão e o negócio acabou falindo.
Ainda em problemas financeiros que nunca se resolviam, a família se mudou para a Filadélfia em 1898. Um amigo a encorajou a se mudar, falando que na cidade ela teria muito mais chances de conseguir um emprego como costureira. Evelyn e Howard foram morar com uma tia e depois mandados para a casa de uma família em Port Allegany, na Pensilvânia, que era muito amiga de sua mãe. A sra. Nesbit conseguiu emprego não como costureira, mas como atendente e vendedora na loja de departamentos Wanamaker's. Ela trabalhava doze horas por dia, seis dias na semana e quando juntou dinheiro suficiente, mandou buscar os filhos.
Foi com 14 anos, momento em que retornava à convivência com a mãe, que Nesbit foi descoberta por uma artista, que ficou impressionada com a beleza da menina. Ela queria fazer um retrato usando-a como inspiração, o que sua mãe deixou depois de se certificar que era uma mulher e não homem. Nesbit ficava sentada cinco horas por dia e ganhava um dólar ao dia (o equivalente a 30 dólares hoje). Apresentada a outros artistas da época, ela logo se tornaria a modelo favorita dos ilustradores locais, pintores e artesãos.
| “ | Quando eu percebi que podia ganhar mais dinheiro posando para artistas do que atrás de um balcão da Wanamaker's, deixei de entregar o dinheiro à minha mãe até que ela me permitisse trabalhar para eles. | ” |

## Carreira

### Modelo

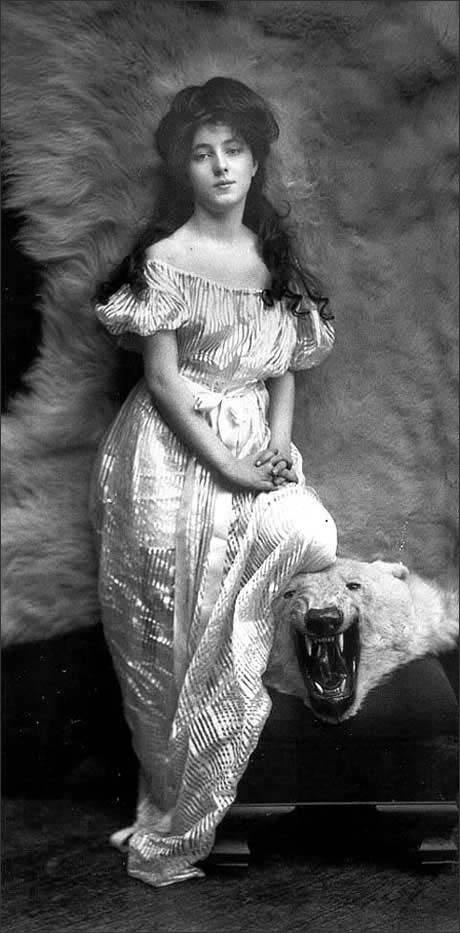
Foto de Rudolf Eickemeyer Jr., 1901

Em junho de 1900, a sra. Nesbit, deixando as crianças aos cuidados de amigos, se mudou para Nova Iorque para trabalhar como costureira e modista. Mas era um mercado bastante competitivo e ela não conseguiu emprego. Em novembro de 1900 ela enfim mandou buscar os filhos, ainda que não tivesse emprego. A família devidia um único cômodo na rua 22, em Manhattan.
A sra. Nesbit finalmente resolveu usar as várias cartas de recomendação de artistas da Filadélfia e entrou em contato com o pintor James Carroll Beckwith, cujo principal patrono era John Jacob Astor. Beckwith era um pintor respeitado e professor de aulas ao ar livre na Art Students League. Ele logo se tornou um protetor da jovem Evelyn Nesbit e distribuiu suas cartas de recomendação a vários outros artistas da época, como Frederick S. Church, Herbert Morgan e Carle J. Blenner.
A sra. Nesbit foi forçada a cuidar da carreira da filha, mostrando não ter qualquer habilidade com os negócios, nem em ser guardiã da garota. Uma vez ela alegou que nunca deixou a filha posar nua para artistas, mas duas telas, uma de Church e outra de Beckwith em 1901, a contradizem.
Logo Evelyn Nesbit se tornaria a modelo mais requisitada pelos artistas de Nova Iorque. Fotógrafos respeitados como Otto Sarony e Rudolf Eickemeyer trabalhariam com ela. Nesbit apareceu em várias capas de revistas da época como a Vanity Fair, Harper's Bazaar, The Delineator, Ladies' Home Journal e a Cosmopolitan. Ela também foi modelo para propagandas de vários produtos, desde itens de souvenir como cartões postais, rótulos de cerveja, espelhos de bolso, caixas de charutos e cromolitografias. Nesbit posava em várias vinhetas, usando as mais variadas fantasias. Também posava para cartões mignon, com imagnes que sugeriam uma sensualidade, ao invés de algo mais explícito. Foi ainda modelo de calendários para várias empresas, como a Coca-Cola. Charles Dana Gibson, um dos mais respeitados artistas de sua época, a usou como modelo em vários de seus trabalhos, o que a levou a ser conhecida como "Garota Gibson".
O uso de modelos femininas jovens na propaganda estava em seus primórdios, prestes a ser utilizado em grande escala e começando a substituir as ilustrações. Nesbit modelou para Joel Feder, um pioneiro da fotografia fashion. Nesbit achou essas tarefas menos extenuantes do que trabalhar como modelo para artistas, já que as sessões de fotos eram mais curtas. O trabalho era lucrativo. Com Feder, ela ganhava 5 dólares por uma sessão de meio dia e 10 dólares por um dia inteiro, cerca de 300 dólares em moeda atual. Eventualmente, os valores que Nesbit ganhava com sua carreira de modelo excederam a renda combinada que sua família ganhava na loja de departamentos Wanamaker's. Mas o alto custo de vida em Nova York prejudicava suas finanças.

### Corista e atriz

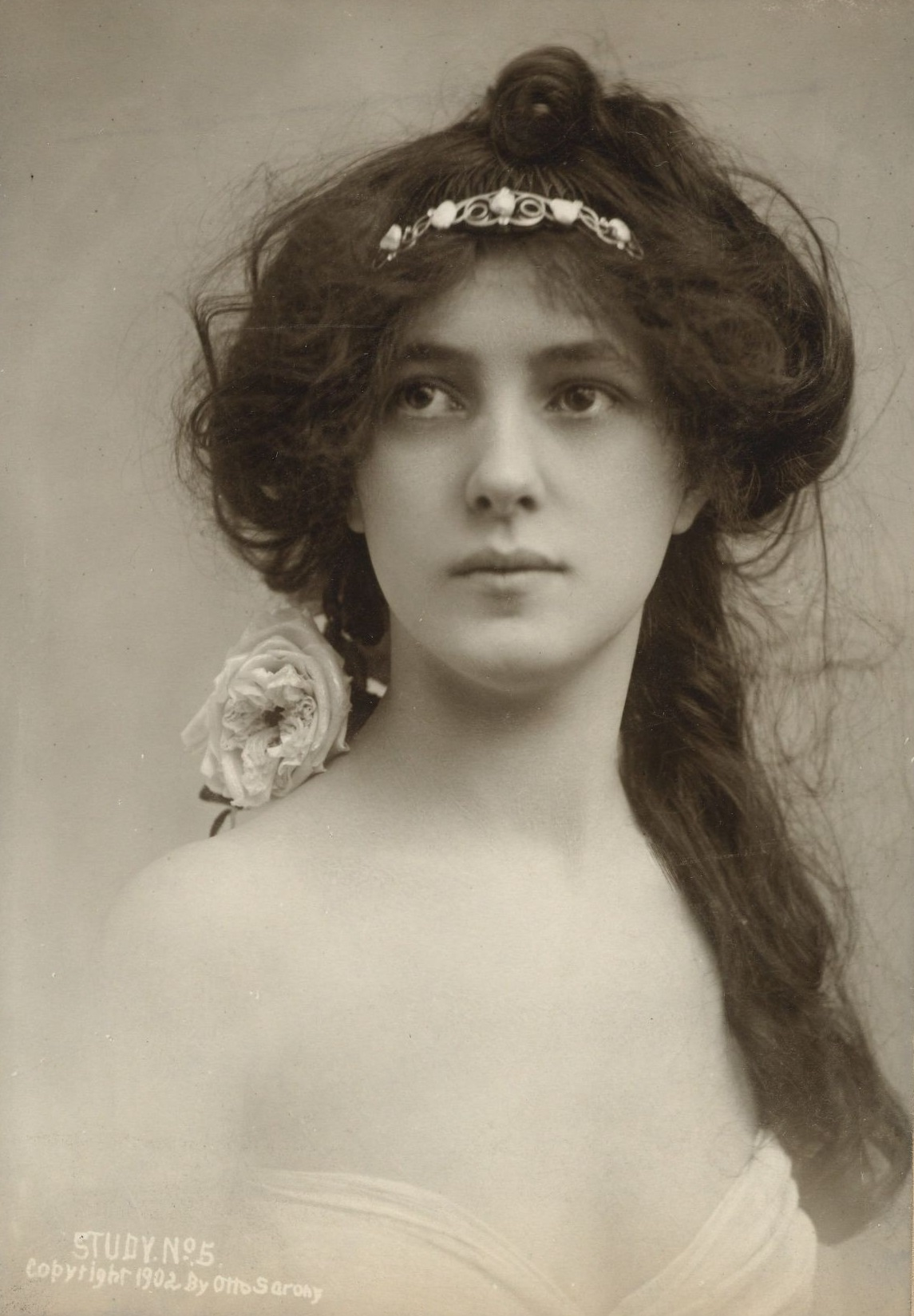
Nesbit por Otto Sarony, 1902

Nesbit estava insatisfeita e entediada com as longas horas passadas em ambientes confinados, mantendo as poses imóveis exigidas de uma modelo de estúdio. Sua popularidade como modelo atraiu o interesse de promotores teatrais, alguns legítimos e outros de má reputação, que lhe ofereceram oportunidades de atuação.
Nesbit então pressionou sua mãe para deixá-la entrar no mundo do teatro, e a sra. Nesbit finalmente concordou em deixar sua filha tentar essa nova forma de aumentar as finanças da família. Uma entrevista foi arranjada para a aspirante a artista com John C. Fisher, gerente da companhia da popular peça Florodora, então desfrutando de uma longa temporada no Casino Theatre, na Broadway.
As objeções iniciais da sra. Nesbit foram suavizadas ao saber que algumas das garotas do teatro tinham conseguido se casar com milionários. Em julho de 1901, fantasiada de "donzela espanhola", Nesbit tornou-se membro do coro do show, cujo público entusiasmado as apelidou de "Florodora Girls". Anunciado como "Florence Evelyn", a nova corista foi chamada de "Flossie the Fuss" pelo elenco, um apelido que a desagradou. Ela mudou seu nome teatral para Evelyn Nesbit.
Após sua passagem por Florodora, Nesbit procurou outros papéis. Ela conquistou um papel em The Wild Rose, que acabara de chegar à Broadway. Após uma entrevista inicial com Nesbit, o produtor, George Lederer, sentiu que havia descoberto uma nova sensação. Ele ofereceu a ela um contrato por um ano e, mais significativamente, a tirou da linha do coro e a colocou em uma posição de destaque – o papel da garota cigana "Vashti". A máquina publicitária começou a rolar, possivelmente alimentada pela influência do arquiteto Stanford White, e ela foi sensacionalista nas colunas de fofocas e periódicos teatrais da época.
Em 4 de maio de 1902, o The New York Herald fez um artigo com Nesbit de duas páginas, acompanhado de várias fotos grandes, promovendo sua ascensão no teatro e recordando sua carreira como modelo e corista até chegar ao elenco principal. A cobertura da imprensa invariavelmente elogiava seus encantos físicos e sua potente presença de palco; mas suas habilidades de atuação raramente foram mencionadas.

## Morte
Nesbit morreu em uma casa de repouso em 17 de janeiro de 1967, em Santa Monica, na Califórnia, aos 82 anos. Ela morava lá havia apenas um ano. Nesbit foi sepultada no Cemitério Holy Cross, em Culver City, Califórnia.

## Performances no teatro
- Florodora (1901)
- The Wild Rose (1902)
- Tommy Rot (1902)

## Filmografia
- Threads of Destiny (1914)
- A Lucky Leap (1916)
- Redemption (1917)
- Her Mistake (1918)
- The Woman Who Gave (1918)
- I Want to Forget (1918)
- Woman, Woman! (1919)
- Thou Shalt Not (1919)
- A Fallen Idol (1919)
- My Little Sister (1919)
- The Hidden Woman (1922)
- Broadway Gossip No. 2 (curta de 1932)